# 마긴다나오 술탄국
마긴다나오 술탄국(마긴다나오어: Kasultanan nu Magindanaw, 자위 문자: كسولتانن نو مڬیندنو; 필리핀어: Sultanato ng Maguindanao)은 필리핀 남부의 민다나오섬 일부, 특히 현대의 마긴다나오주(남마긴다나오주와 북마긴다나오주), 소크사르젠, 잠보앙가반도, 다바오 지방 지역을 통치했던 술탄국이었다. 잘 알려진 역사적 영향은 잠보앙가반도에서 사랑가니주까지 뻗어있었다. 유럽 식민지 시대 동안 술탄국은 영국 및 네덜란드 상인들과 우호 관계를 유지했다.

## 역사
원나라의 1304년 난하이지(南海之) 연보에 따르면, 文杜陵(Wenduling)로 알려진 정치국이 마긴다나오의 옛 나라였을지도 모른다는 추측이있다. 마긴다나오족의 침입 이후 반란을 일으켰고, 성공적으로 분리되기까지, 원나라는 당시 힌두-불교도였던 브루나이(폰이)에 의해 침략을 당했다. 그 후 이슬람화가 이루어졌다.

## 정부와 정치
이웃 술탄들과 비슷하게, 마긴다나오는 지방분권되었다; 모든 마을은 자치권을 유지했고 그들의 라자, 다투스 등에 의해 지배되었다. 그러나, 중앙집권적인 권위의 측면들은 술탄에 의해 절대적으로 통제되는 통치의 일부문에 있었다.

### 외교
마긴다나오는 테르나테, 술루, 브루나이와 긴밀한 관계를 유지했지만 부아얀과 경쟁 관계를 발전시켰다. 그러나 부아얀은 마긴다나오의 술탄 쿠다라트 아래 사실상의 속국이 되었다. (미정)

## 같이 보기
- 수니파 왕조 목록
  - 부아얀 술탄국
  - 라나오의 4개 주
  - 술루 술탄국
  - 테르나테 술탄국
  - 조호르 술탄국